# Hüttblek
Hüttblek er en by og en kommune i det nordlige Tyskland, beliggende i Amt Kisdorf i den vestlige del af Kreis Segeberg. Kreis Segeberg ligger i den sydøstlige del af delstaten Slesvig-Holsten.

## Geografi
Hüttblek ligger omkring 17 km nord for Norderstedt i et morænelandskab fra sidste istid. Mod vest går motorvejen A 7 fra Hamborg mod Slesvig, mod nord går Bundesstraße B 206 fra Itzehoe mod Bad Segeberg og mod øst B 432 fra Norderstedt mod Bad Segeberg.